# Província d'Orà
La província o wilaya d'Orà (amazic: ⵟⵀⵎⵓⵔⵜⵀ ⵏ Oⵓⵉⵀⵔⴰⵏ; àrab: ولاية وهران, wilāyat Wahrān) és una província o wilaya d'Algèria. La seva capital és la ciutat del mateix nom, Orà, situada al nord-oest del país. La seva població és d'1.584.607 habitants (2009) i cobreix una àrea total de 2.114 quilòmetres quadrats. La província limita a l'est amb la de Mostaganem, al sud-est amb la de Muaskar, al sud-oest amb la de Sidi Bel Abbes i a l'oest amb la d'Aïn Témouchent.

## Història
La província va ser formada a partir de l'antic departament francès d'Orà, que va sobreviure a la independència i va ser transformat en una wilaya el 1968. Va obtenir la seva condició actual després de la reorganització del 1974, quan va perdre territoris en favor de la recentment formada província de Sidi-Bel-Abbès.
Des del 1984 s'ha dividit en nou daires i 26 comunes.